# Sandra Langereis
Sandra Langereis (* 1967 in Amsterdam) ist eine niederländische Historikerin. 2021 erhielt sie für ihre Biografie des Erasmus von Rotterdam den Libris Geschiedenis Prijs.

## Leben und Werk
Langereis studierte Geschichte an der Universiteit van Amsterdam bis 1992 und promovierte dort 2001 bei Haitsma Mulier cum laude. Danach war sie dort und an der Universität Leiden bis 2013 Dozentin für Geschichte. Darauf wurde sie Redakteurin der Historisch Tijdschrift Holland.
2014 erschien Langereis’ Buch De woordenaar über den Drucker Christoffel Plantijn, das in der Presse viel gelobt wurde. 2021 folgte ihre Biografie über Desiderius Erasmus: Erasmus, dwarsdenker. Dafür erhielt sie im Oktober 2021 den Libris Geschiedenis Prijs. Das Buch wurde in Deutsche übersetzt.

## Schriften
- 1999: Johannes Smetius: Nijmegen, stad der Bataven, 2 Teile, Uitgeverij SUN.
- 2001: Geschiedenis als ambacht: oudheidkunde in de Gouden Eeuw: Arnoldus Buchelius en Petrus Scriverius. Hollandse Studiën 37, Uitgeverij Verloren.
- 2010: Breken met het verleden: Herinneren en vergeten op het Valkhof in de Bataafse revolutiejaren, Uitgeverij Vantilt.
- 2014: De woordenaar: Christoffel Plantijn, ’s werelds grootste drukker en uitgever (1520–1589), Balans, Amsterdam, ISBN 978-94-6003-345-2.
- 2021: Erasmus, dwarsdenker, De Bezige Bij, ISBN 978-94-031-1672-3.
  - 2023: Erasmus: Biografie eines Freigeists. Der bedeutendste Humanist der Geschichte und Europas Umbruch zur Moderne, Übersetzung von Bärbel Jänicke, Propyläen, ISBN 978-3-549-10064-6.[6]